# Puig de Sant Miquel (Alaró)
|  | Per a altres significats, vegeu «Puig de Sant Miquel». |

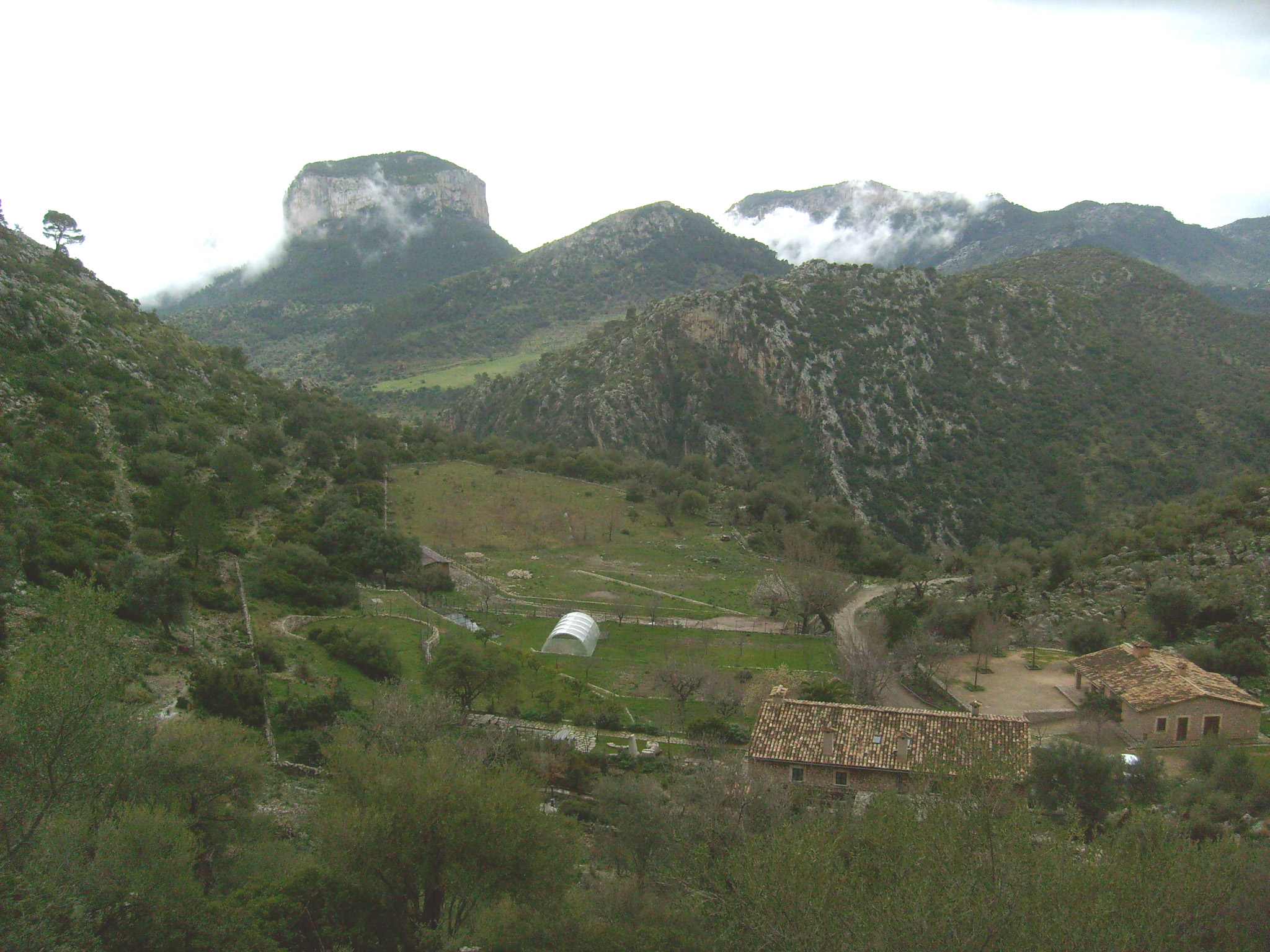
Vista des del refugi Tossals Verds, amb el Puig de Sant Miquel al centre i s'Alcadena a l'esquerra

El Puig de Sant Miquel és una muntanya de 661 metres de la Serra de Tramuntana, que pertany al terme municipal d'Alaró a Mallorca. Està situada entre el puig de s'Alcadena i la possessió de Solleric, a la vora del camí d'Orient el qual enllaça amb la ruta de Pedra en Sec GR-221.

## Principals accessos
- Des de Solleric, per sa Font Figuera[6][7]
- Des d'Oliclar del Clot d'Almadrà[8]